# 伊月唯
伊月唯（1980年10月25日—）出身於愛知縣名古屋市，是日本一名女性聲優。身高153cm，血型B型。現時是Holy Peak旗下聲優。

## 簡歷
- 暱稱，田村由香里則暱稱她為。
- 在日本播音演技研究所名古屋分校畢業後，加入I'm Enterprise正式出道成為聲優。出道角色是初音島的水越萌。
- 2008年10月31日與I'm Enterprise解約，同年12月加入Holy Peak。
- 成為聲優前曾以「神菜唯」的名義在Cosplay界活動。
- 少有對數碼產品感興趣的女性，家中有三台電腦（其中一台是自行組裝的），而且自稱是Sony的信徒。
- 跟以前同屬I'm Enterprise的植田佳奈和森永理科比較友好。另外和小清水亞美及門脇舞以是朋友。
- 在妖精帝國過往的網站版本中，主音曾在自己的簡介中貼出連往「神菜唯」網站的連結，因而盛傳妖精帝國主音的真身其實是伊月唯。

## 參演作品

### 電視動畫
粗體為重要角色
2003年
- 初音島（水越萌）
- ぽぽたん（女孩）

2004年
- 雙戀（櫻月綺羅）
- 舞-HiME（鈴木美也）

2005年
- 武器種族傳說（オリガ）
- 初音島第二季（水越萌）
- 雙戀Alternative（櫻月綺羅）
- 舞-乙HiME（美也·鈴木）
- まじかるカナン（高崎友枝）

2006年
- 鍊金三級魔法少女（メグミ）

2007年
- Venus Versus Virus（露卡）

2008年
- 我的狐仙女友（長長部澪）
- 黑執事（寶拉）
- のらみみ2（チエ）

2010年
- 黑執事II（寶拉）

### OVA
- 初音島if（水越萌）
- 我的狐仙女友 〜真夏的大謝肉祭〜（長長部澪）

### 遊戲
- SDガンダム GGENERATION SPIRITS（リコル・チュアート）
- 最終試験くじら（本並曜子）
- 狀況開始！（友成楓）
- 百合二重奏（幸村千穗）
- D.C.P.S. 〜ダ・カーポ〜 プラスシチュエーション（水越萌）
- D.C. Four Seasons 〜ダ・カーポ〜 フォーシーズンズ（水越萌）
- 真實之淚 true tears（仲根琉依）
- true tears 〜トゥルーティアーズ〜（仲根琉依）
- ファントム・キングダム（カスティル）
- ファントム・ブレイブ（カスティル）
- 双恋 -フタコイ-（櫻月綺羅）
- 双恋島 -フタコイジマ- 恋と水着のサバイバル（櫻月綺羅）
- フタコイ オルタナティブ 恋と少女とマシンガン（櫻月綺羅）
- 舞-HiME〜運命の系統樹〜（ツキヨミ）
- monochrome（遊羽）
- 聖靈之心（安棲賴子）
- 神明與命運革命的悖論（西園寺米薩耶爾）

2022年
- 無期迷途（普希拉）

## 外部連結
- （日語）官方網站－Topazios （页面存档备份，存于）
- （日語）事務所網站的簡介頁
- （日語）